# Ізабела (герцогиня Бургундська)
Ізабе́ла (порт. Isabel, фр. Isabelle; 21 лютого 1397 — 17 грудня 1471) — португальська інфанта, герцогиня Бургундська (1430—1471). Представниця Авіської династії. Народилася в Еворі, Португалія. Друга донька португальського короля Жуана I та англійської принцеси Філіппи Ланкастерської. Єдина донька подружжя, що досягла повноліття. Дружина бургундського герцога Філіппа III (з 1430). Матір останнього бургундського графа з династії Валуа, Карла I. За відсутності чоловіка виконувала повноваження регента Бургундських Нідерландів (1432, 1441—1443). Представляла бургундського герцога на переговорах з англійськими купцями (1439) і голландськими повсталими містами (1444). Через сварки покинула двір чоловіка (1457). Сформувала власний двір у провінції, куди входили політичні опоненти герцога. Після смерті чоловіка зберігала титул герцогині-матері. Померла в Діжоні, Бургундія. Рідна сестра португальського короля Дуарте, коїмбрського герцога Педру та візеуського герцога Енріке Мореплавця, авіського адміністратора Фернанду. Також — Ізабе́ла Португа́льська (порт. Isabel de Portugal, фр. Isabelle de Portugal).

## Родина
Чоловік — Філіпп III (1396—1467), герцог Бургундський
Діти:
- Антуа (1430—1432)
- Жозе (1432)
- Карл I (1433—1477) — герцог Бургундський.

## Портрети

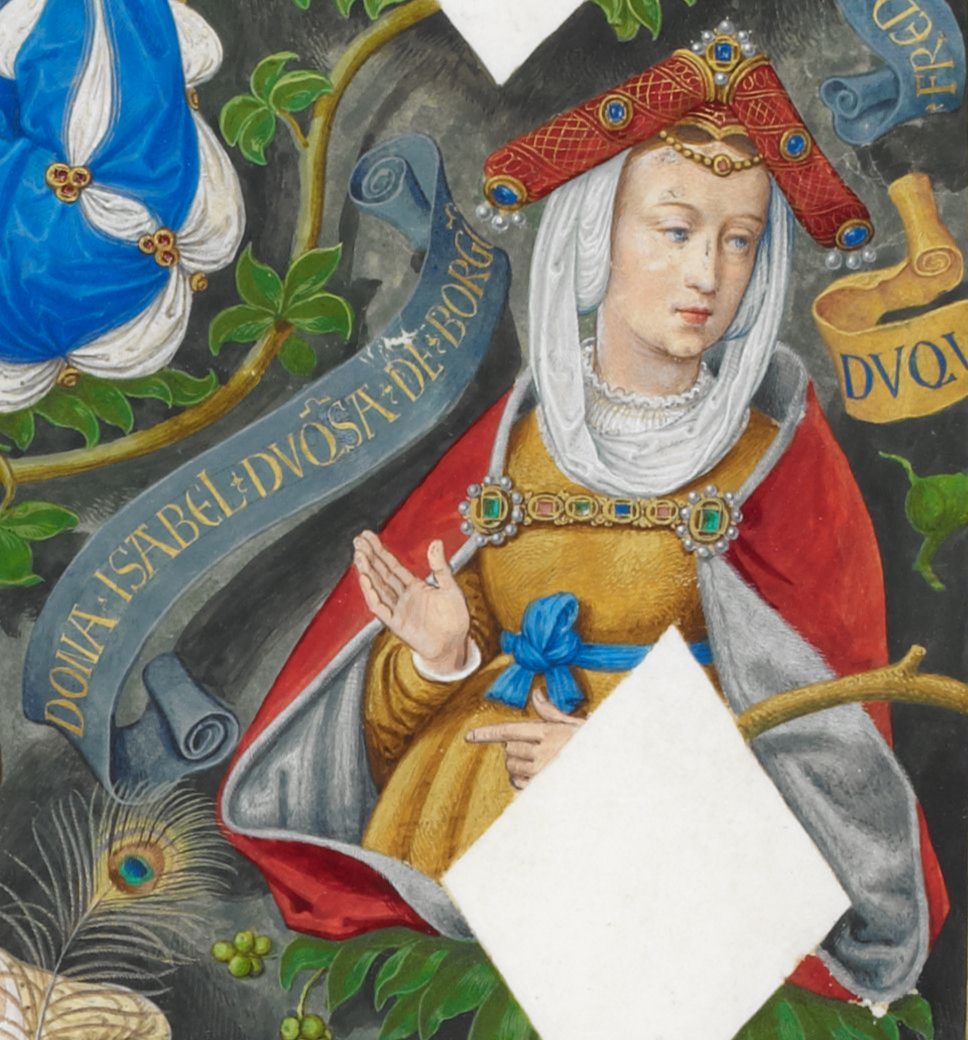
1534
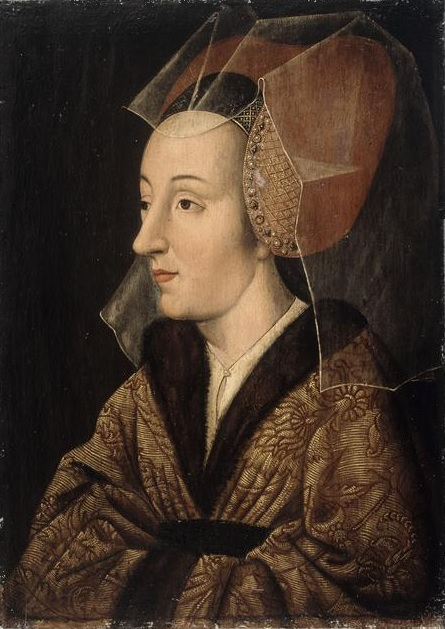
XVI ст.
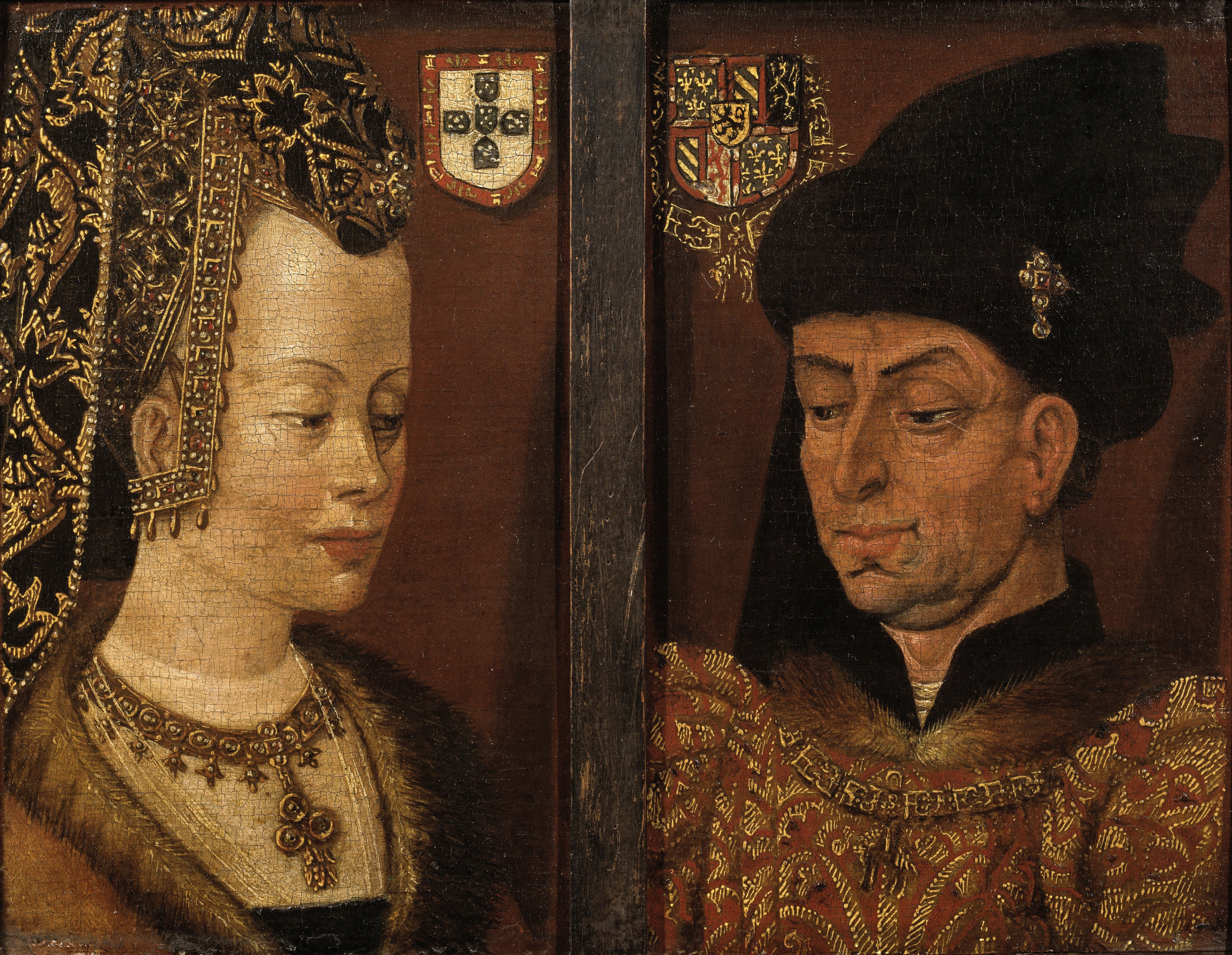
XVI ст.